# Безек
Безек — израильская телекоммуникационная компания.

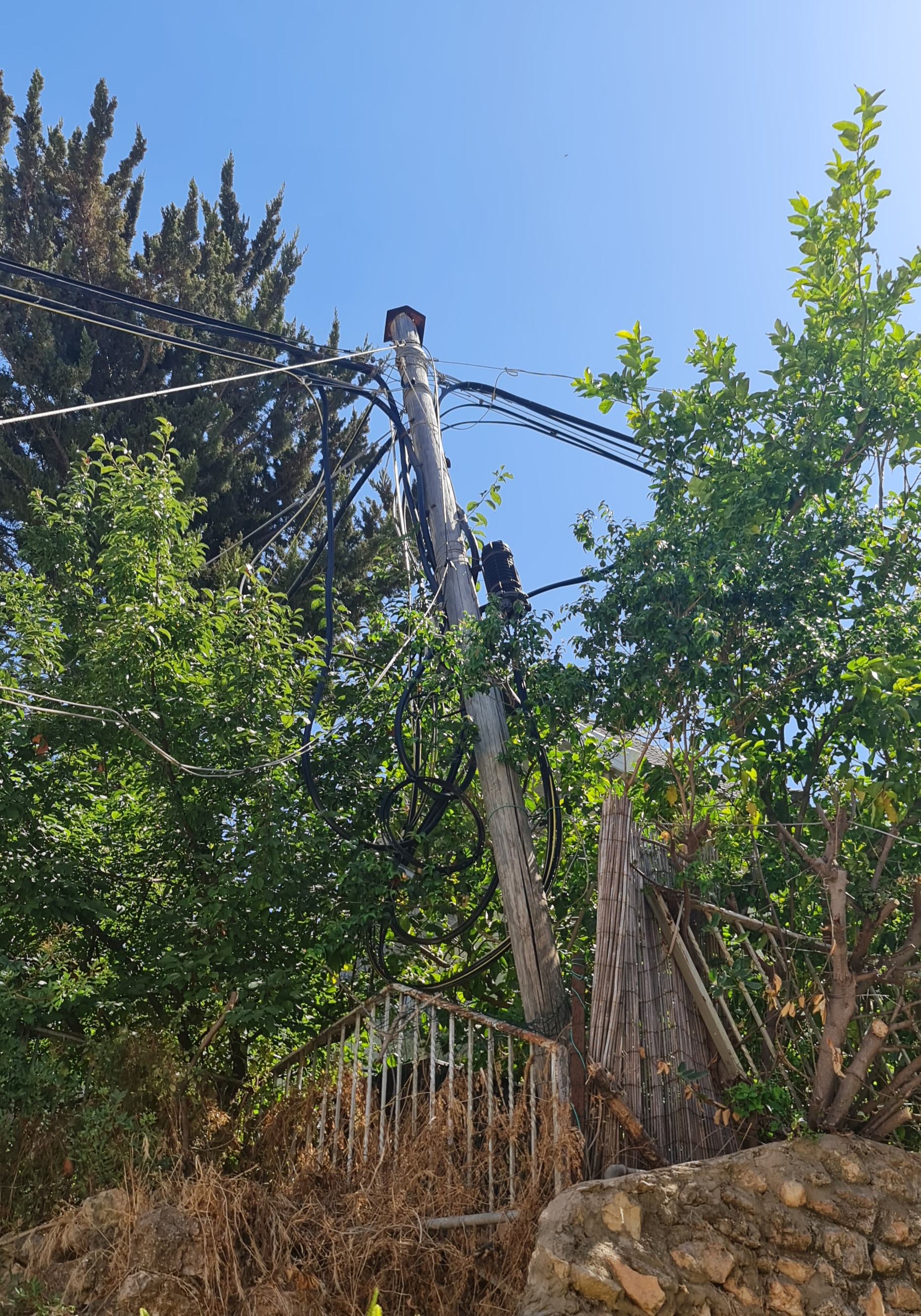
An old crooked and crowded telephone pole in the city of Nesher in Israel

## История
Основана в 1984 году. В 1986 году совместно с компанией Моторола основала первую компанию сотовой связи в Израиле — Пелефон. До 2004 года являлась монополистом проводной телефонии, а до начала 1990-х и единственным оператором звонков за границу. Проводится постепенная приватизация Безека. В октябре 2005 года компания Ap.Sb.Ar. Holdings Ltd приобрела у Государства Израиль контрольный пакет акций группы Безек.

## Сети
- Фиксированная телефония
- Мобильная телефония (Пелефон)
- Фиксированный Интернет (Безек Бейнлеуми)
- Мобильный Интернет
- Спутниковая ТВ-платформа («YES»)

## Современное состояние
Техническая база Безека включает цифровую сеть, 2,8 млн линий доступа и более 10 000 километров волоконно-оптических линий. Имеет абонентскую базу около 2 000 000 номеров. Акции компании Безек котируются на Тель-Авивской бирже под обозначением BEZQ.